# Myocoptes musculinus
Myocoptes musculinus (лат.) — вид чесоточных клещей рода Myocoptes из семейства Myocoptidae (Astigmata). Космополитный вредитель домовой мыши в лабораторных колониях.

## Описание
Это очень маленький клещ паразитирующий на домовых мышах и их гибридах, в том числе на лабораторных животных. Это двуполое насекомое имеет самку размером около 400 на 150 мкм и самца размером 170 на 130 мкм. Взрослые насекомые имеют по восемь лапок, четыре передние имеют коготь и присоску, четыре задние адаптированы для захвата и удержания на волосках, личинки имеют четыре передние лапки и только две задних которые также приспособлены для захвата за волоски. Самка после оплодотворения откладывает одно яйцо, закрепляя его на волосе, из которого через 5 дней происходит выход личинки. Клещи очень подвижны, личинки после выходя из яйца очень быстро передвигаются в поисках места для прикрепления. Жизненный цикл 14 дней, полная продолжительность жизни не установлена. Клещ питается не кровью а подкожным секретом животного, большую часть жизни проводит впившись в кожу, подняв низ туловища к верху и захватив задними лапками волосы.
Myocoptes musculinus очень быстро поражают целые колонии мышей, размножившись они густо покрывают кожу животных, откладывая на шерсти огромное количество яиц. Клещ является переносчиком биологических векторов- риккетсий и вирусов. В колониях пораженных этими клещами животные могут болеть и иметь наросты.
Myocoptes musculinus — клещи можно с успехом использовать в качестве модельного организма для биологических и цитологических исследований. Яйцо клеща можно с успехом подвергнуть микро инъекциям, а само насекомое использовать для изучения передачи патогенов, в частности риккетсиозов, в замен ранее использовавшихся блох, которые чрезвычайно неудобны из за прыгучести.
Для лечения пораженных животных с успехом применяется ивермектин (Ivermectin) в виде подкожных инъекций.
- Самка клеща в отраженном свете микроскопа
- Яйца клеща
- Личинка, нимфа вышла из яйца
- Самка — видны присоски и когти на лапах, а также митоз яйца в стадии - телофазы